# InterContinental

Логотип сети

InterContinental Hotels and Resorts — международная сеть отелей (бренд), принадлежащая британской компании InterContinental Hotels Group.
Сеть оперирует 181 отелем в 60 странах.

## История
История сети началась в 1946, когда открылся первый отель под маркой InterContinental в городе Белен, Бразилии.
Отель был открыт авиакомпанией Пэн Американ под руководством Хуана Триппа, и предназначался для размещения членов экипажей и пассажиров самолетов компании.
Число отелей сети росло по всему миру с расширением маршрутов авиакомпании, и в 1973 году один из отелей был открыт в США - для этого был взят в аренду исторический отель Mark Hopkins Hotel в Калифорнии.
В 1981 году сеть была продана компании Grand Metropolitan, в 1988 перешла к японской компании Saison Group, а в 1998 году к пивоваренной компании Bass Brewery.
Bass Brewery выделив пивоваренный бизнес продала активы, и сосредоточилась на отельном и ресторанном бизнесе, сменив название на Six Continents PLC.
В 2003 году Six Continents PLC выделила отельный бизнес в отдельную компанию InterContinental Hotels Group, создав в её составе сети отелей (бренды) InterContinental, Holiday Inn и Crowne Plaza.

## Отели
Сеть оперирует отелями по всему миру: 40 в Северной Америке, 33 в Европе, 30 на Среднем Востоке, 27 в Латинской Америке и 51 в Азиатско-Тихоокеанском регионе.
В России компания управляет отелем InterContinental Moscow Tverskaya в городе Москва. Официальное открытие отеля состоялось 16 февраля 2012 года. Номерной фонд: 203 номера. К услугам гостей: лобби-бар PSquare, ресторан Chekhonte, 6 конференц-залов, клубная гостиная и спа-салон Mahash.